# Buenavista (Salamanca)
Buenavista è un comune spagnolo di 123 abitanti situato nella comunità autonoma di Castiglia e León.